# Weimer Media Group
Die Weimer Media Group GmbH (Eigenschreibweise: WEIMER MEDIA GROUP) ist ein Verlag mit Sitz in Tegernsee (Stadt). Er wurde 2012 von Wolfram Weimer und Christiane Goetz-Weimer gegründet und umfasst rund ein Dutzend Medienmarken, die sich überwiegend auf Wirtschaftsjournalismus spezialisiert haben. Das Ehepaar veranstaltet mit seiner  Weimer Media Group seit 2014 einmal im Jahr in Gmund am Tegernsee den Ludwig-Erhard-Gipfel, bei dem  in seit 2017 der von ihnen gestiftete Freiheitspreis der Medien vergeben wird.

## Programm
In dem Verlag erscheinen unter anderem das Debattenmagazin The European, der WirtschaftsKurier, das Pflichtblatt der Börse München, die Börse am Sonntag mit über 100.000 Abonnenten, Online-Pflichtblatt aller deutscher Regionalbörsen, und Denkzeit, ein E-Magazin in Kooperation mit dem Schweizer Monat. Die Weimer Media Group ist nach eigenen Angaben ein Online-Publisher mit mehr als 250.000 Abonnenten bei den Verlagsprodukten. Dazu gehören neben E-Magazinen auch Newsletter, Apps, PDF-Medien und Online-Portale mit mehr als 150 Domains. 2023 kaufte der Verlag die Zeitschrift Business Punk, die zuvor bei Gruner + Jahr und RTL Deutschland erschienen war.

## Kritik
Bei der Übernahme von Business Punk wurde die Weimer Media Group unter anderem in der Süddeutschen Zeitung wiederholt dafür kritisiert, aufgekaufte Medien personalreduziert weiterzuführen und dadurch „an der Qualität [zu] sparen“. So steht die Weimer Media Group stark dafür in Kritik, keine Business-Punk-Redakteure übernommen zu haben und die kompletten Redaktionsräumlichkeiten geschlossen zu haben; seit der Übernahme komme es bei Business Punk wegen der personellen Unterbesetzung zu „Tippfehler[n] und Fehlsätze[n]“.

## Medien
- Anlagetrends, eine Sonderausgabe der Börse am Sonntag
- Bookazine
- Börse am Sonntag (seit 2012)
- Business Punk (seit 2023)
- Die Gazette (seit 2020)
- fonds-kompakt
- i-future – Das Innovationsmagazin
- Markt und Mittelstand (seit 2020)
- Pardon (seit 2012)
- The European (seit 2015)
- trading-kompakt
- WirtschaftsKurier (seit 2013)

Zur Weimer Media Group gehört der 2001 von Christiane Goetz-Weimer gegründete Ch. Goetz Verlag, der insbesondere Sachbücher und belletristische Werke verlegt.

## Veranstaltungen
Die Weimer Media Group organisiert regelmäßig verschiedene Veranstaltungen.

### Night of the Brands
Seit 2004 findet jedes Jahr im Herbst in Frankfurt am Main die „Marken Gala“ statt, die seit 2023 „Night of the Brands“ heißt. Bei dem Treffen der Marketing- und Werbebranche werden „außergewöhnliche Leistungen der Markenführung“ ausgezeichnet. Den Preis für die beste Marke im Jahr 2023 erhielten Bundesfinanzminister Christian Lindner und Schauspieler Dieter Hallervorden.

### Ludwig-Erhard-Gipfel und Freiheitspreis der Medien
Seit 2014 veranstaltet die Weimer Media Group einen „Ludwig-Erhard-Gipfel“ in Gmund am Tegernsee. Das jährliche Treffen ist nach dem ehemaligen Bundeskanzler Ludwig Erhard benannt, der mit seiner Familie von 1953 bis zu seinem Tod 1977 in Gmund am Tegernsee gelebt hatte. Auf Grundlage der Sozialen Marktwirtschaft sollen bei der Zusammenkunft an seinem ehemaligen Wohnort die „brennenden Themen unserer Zeit“ mit Vorträgen und Interviews erörtert werden. Im Mai 2023 fand der „Ludwig-Erhard-Gipfel“ zum neunten Mal statt. Mehr als 1000 Teilnehmende aus Politik, Wirtschaft, Medien und Wissenschaft diskutierten zwei Tage lang den Umgang mit Krieg und Krisen.

#### Freiheitspreis der Medien
Der „Freiheitspreis der Medien“ wird seit 2017 auf dem jährlich seit 2014 stattfindenden Ludwig-Erhard-Gipfel in Gmund am Tegernsee verliehen. Mit dem Preis werden Persönlichkeiten des öffentlichen Lebens geehrt, die sich „in besonderer Weise für die freie Meinungsäußerung, den politischen Dialog und die Demokratie einsetzen“.

## Weitere Preise
Die Weimer Media Group vergibt eine Reihe von Auszeichnungen.

### SignsAward
Der „SignsAward“ wird seit 2011 jährlich in mehreren Kategorien verliehen. Der Preis geht an „mutige, impulsgebende und Zeichen setzende Persönlichkeiten und Unternehmen“. Es werden Menschen gewürdigt, die Haltung beweisen und die Gesellschaft positiv beeinflussen. Den „SignsAward“ erhielten im Dezember 2023 in München die Rockband Scorpions, die Unternehmerin Janna Ensthaler und die Sängerin Loi.